# Österreichischer Staatspreis für Europäische Literatur
Der Österreichische Staatspreis für Europäische Literatur ist ein international vergebener Preis der Republik Österreich, der vom Unterrichtsministerium 1964 unter dem Namen Nikolaus-Lenau-Preis als Literaturpreis gestiftet wurde. Seit 1965 heißt die Auszeichnung Österreichischer Staatspreis für Europäische Literatur und wird jährlich an europäische Schriftsteller verliehen. Im Jahr 1969 fand keine Preisverleihung statt. Der Preis ist derzeit mit 25.000 Euro dotiert. Er wird am Rande der Salzburger Festspiele verliehen.

## Preisträger
| Jahr | Preisträger/-in               | Land                  |                      |
| ---- | ----------------------------- | --------------------- | -------------------- |
| 1965 | Zbigniew Herbert              | Polen                 |                      |
| 1966 | W. H. Auden                   | Großbritannien/USA    |                      |
| 1967 | Vasko Popa                    | Serbien               |                      |
| 1968 | Václav Havel                  | Tschechoslowakei      |                      |
| 1969 | Preis nicht vergeben          | Preis nicht vergeben  | Preis nicht vergeben |
| 1970 | Eugène Ionesco                | Rumänien/Frankreich   |                      |
| 1971 | Peter Huchel                  | Deutschland           |                      |
| 1972 | Sławomir Mrożek               | Polen                 |                      |
| 1973 | Harold Pinter                 | Großbritannien        |                      |
| 1974 | Sándor Weöres                 | Ungarn                |                      |
| 1975 | Miroslav Krleža               | Jugoslawien           |                      |
| 1976 | Italo Calvino                 | Italien               |                      |
| 1977 | Pavel Kohout                  | Tschechoslowakei      |                      |
| 1978 | Simone de Beauvoir            | Frankreich            |                      |
| 1979 | Fulvio Tomizza                | Italien               |                      |
| 1980 | Sarah Kirsch                  | Deutschland           |                      |
| 1981 | Doris Lessing                 | Großbritannien        |                      |
| 1982 | Tadeusz Różewicz              | Polen                 |                      |
| 1983 | Friedrich Dürrenmatt          | Schweiz               |                      |
| 1984 | Christa Wolf                  | DDR                   |                      |
| 1985 | Stanisław Lem                 | Polen                 |                      |
| 1986 | Giorgio Manganelli            | Italien               |                      |
| 1987 | Milan Kundera                 | Tschechoslowakei      |                      |
| 1988 | Andrzej Szczypiorski          | Polen                 |                      |
| 1989 | Marguerite Duras              | Frankreich            |                      |
| 1990 | Helmut Heißenbüttel           | Deutschland           |                      |
| 1991 | Péter Nádas                   | Ungarn                |                      |
| 1992 | Salman Rushdie                | Indien/Großbritannien |                      |
| 1993 | Tschingis Aitmatow            | Kirgisistan           |                      |
| 1994 | Inger Christensen             | Dänemark              |                      |
| 1995 | Aleksandar Tišma              | Serbien               |                      |
| 1996 | Jürg Laederach                | Schweiz               |                      |
| 1997 | Antonio Tabucchi              | Italien               |                      |
| 1998 | Dubravka Ugrešić              | Kroatien              |                      |
| 1999 | Péter Esterházy               | Ungarn                |                      |
| 2000 | António Lobo Antunes          | Portugal              |                      |
| 2001 | Umberto Eco                   | Italien               |                      |
| 2002 | Christoph Hein                | Deutschland           |                      |
| 2003 | Cees Nooteboom                | Niederlande           |                      |
| 2004 | Julian Barnes                 | Großbritannien        |                      |
| 2005 | Claudio Magris                | Italien               |                      |
| 2006 | Jorge Semprún                 | Spanien               |                      |
| 2007 | A. L. Kennedy                 | Großbritannien        |                      |
| 2008 | Ágota Kristóf                 | Schweiz               |                      |
| 2009 | Per Olov Enquist              | Schweden              |                      |
| 2010 | Paul Nizon                    | Schweiz               |                      |
| 2011 | Javier Marías                 | Spanien               |                      |
| 2012 | Patrick Modiano               | Frankreich            |                      |
| 2013 | John Banville                 | Irland                |                      |
| 2014 | Ljudmila Jewgenjewna Ulizkaja | Russland              |                      |
| 2015 | Mircea Cărtărescu             | Rumänien              |                      |
| 2016 | Andrzej Stasiuk               | Polen                 |                      |
| 2017 | Karl Ove Knausgård            | Norwegen              |                      |
| 2018 | Zadie Smith                   | Großbritannien        |                      |
| 2019 | Michel Houellebecq            | Frankreich            |                      |
| 2020 | Drago Jančar                  | Slowenien             |                      |
| 2021 | László Krasznahorkai          | Ungarn                |                      |
| 2022 | Ali Smith                     | Großbritannien        |                      |
| 2023 | Marie NDiaye                  | Frankreich            |                      |
| 2024 | Joanna Bator                  | Polen                 |                      |
| 2025 | Serhij Zhadan                 | Ukraine               |                      |